# Élections législatives jamaïcaines de 1983
Des élections législatives ont lieu en Jamaïque le 15 décembre 1983. Elles sont remportées par le Parti travailliste de Jamaïque, qui gagne la totalité des 60 sièges. Ce score est dû au boycott de l'élection par le Parti national du peuple, devant le refus du Parti travailliste au pouvoir de réviser les listes électorales : le refus de participer au scrutin est entendu dans la population, puisque la participation n'atteint finalement que 2,7 %.

## Résultats
| Parti                            | Votes  | %    | Sièges | +/-     |
| -------------------------------- | ------ | ---- | ------ | ------- |
| Parti travailliste de Jamaïque   | 23 363 | 89,7 | 60     | +7      |
| Mouvement de conscience chrétien | 704    | 2,7  | 0      | Nouveau |
| Parti républicain                | 257    | 1,0  | 0      | Nouveau |
| Front uni de la Jamaïque         | 144    | 0,6  | 0      | Nouveau |
| Indépendants                     | 1 587  | 6,1  | 0      | Nouveau |
| Votes invalides/blancs           | 488    | –    | –      | –       |
| Total                            | 26 543 | 100  | 60     | 0       |
| Source : Nohlen                  |        |      |        |         |